# 中国人民解放军联勤保障部队第九〇四医院
31°35′56″N 120°17′11″E / 31.59875°N 120.28636°E
中国人民解放军联勤保障部队第九〇四医院，现为无锡联勤保障中心属下的一所三级甲等医院，由原中国人民解放军第一〇〇医院（苏州长城医院）、中国人民解放军第一〇一医院（无锡市太湖医院）和中国人民解放军第一〇二医院（常州和平医院）合并组建而成，成立于2018年11月5日，以原一〇一医院为本部。

## 沿革

### 原一〇〇医院

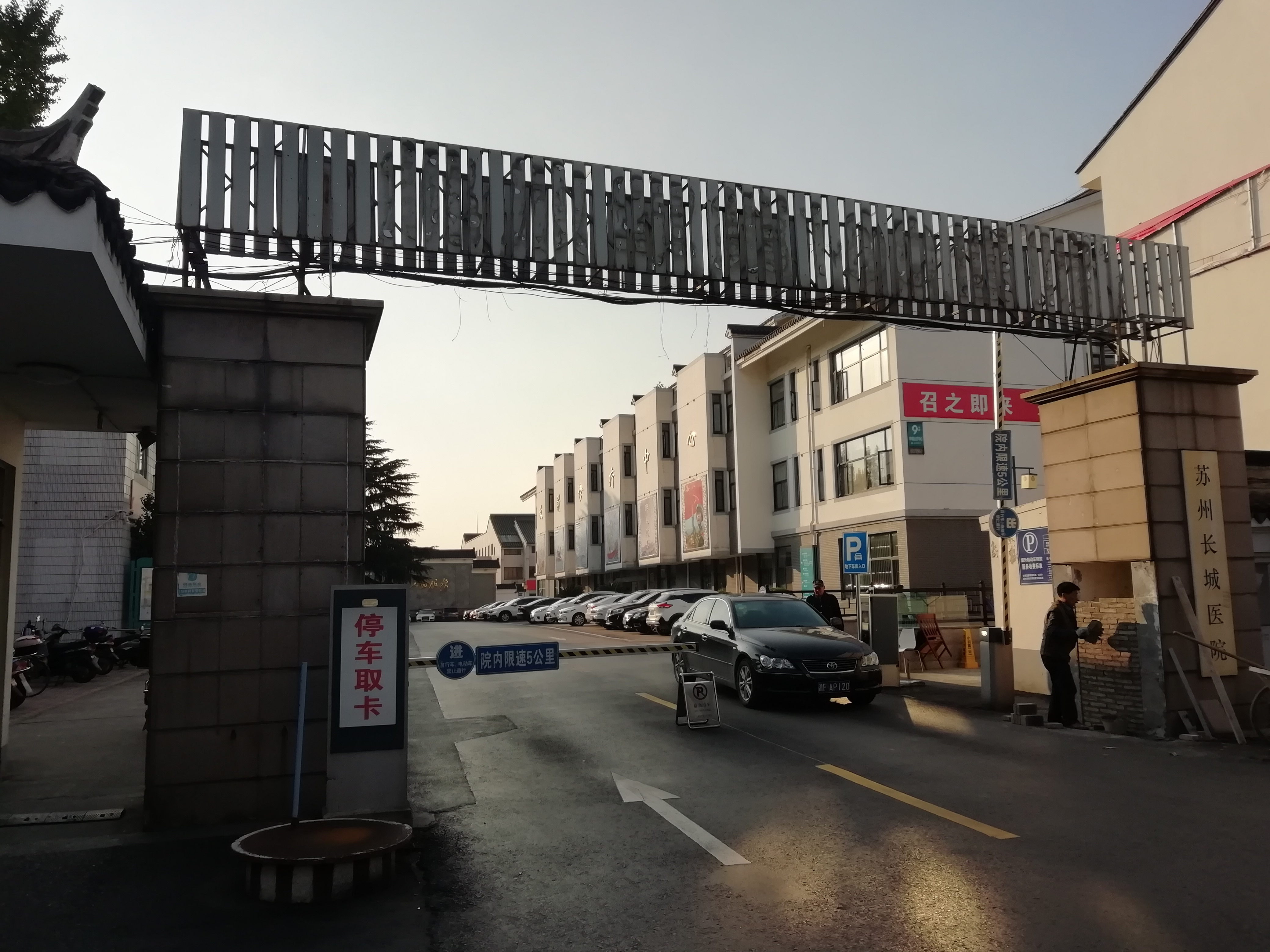
原一〇〇医院位于乌鹊桥路上的大门，门顶和大门口左侧的“解放军第100医院”有关字样已被拆下，大门口右侧挂有“苏州长城医院”的牌子

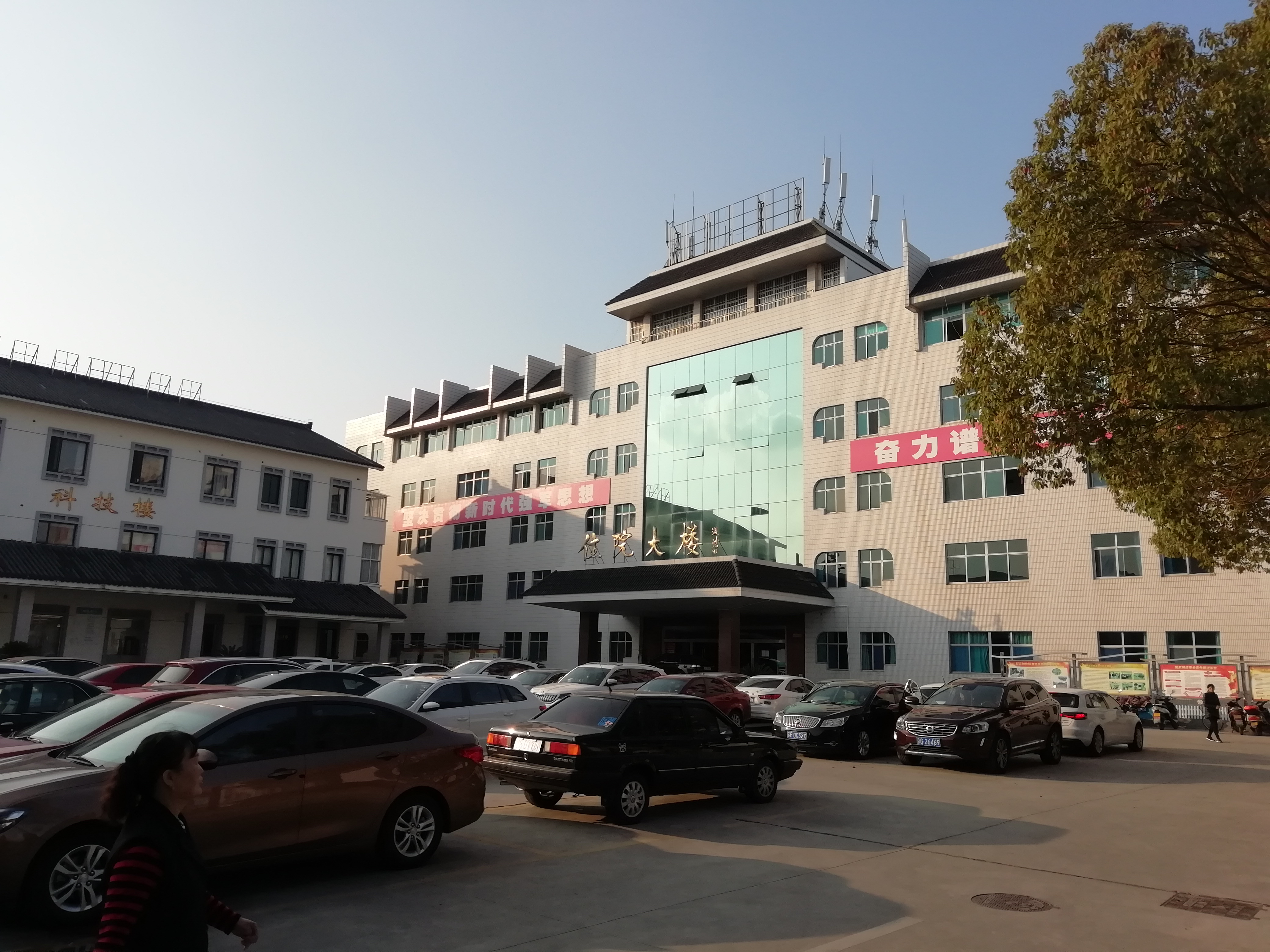
原一〇〇医院住院大楼（“住院大楼”四字由迟浩田题写），大楼顶部的“100医院”字样亦被拆除

1949年3月，在江苏泰州组建苏南军区卫生部直属医疗队。1950年10月移驻苏州市，改编并扩建成苏南军区直属医院。1951年3月24日，接收苏州公立医院并改编为苏南军区医院。1952年11月，改称江苏军区医院。1954年9月16日，改称中国人民解放军第一〇〇医院，编床位300张，是江苏军区中心医院。1973年7月16日，南京军区司令部颁发该医院编制表，编床位200张。1983年整编，床位减少到150张。1986年11月18日，改为驻军医院，编床位180张（含疗养床位30张）。
1965年3月10日，从中国人民解放军第一〇〇医院、中国人民解放军第一〇二医院、中国人民解放军第一二〇医院（即后来的中国人民武装警察部队江苏省总队医院）抽调人员及床位，加上江苏省军区机关及从地方转入部队的医师、护士19人，在江苏省海安县组建成立中国人民解放军第一二四医院，隶属江苏省军区。1967年编184人，床位150张。1970年该医院编床位200张。1973年7月16日，该医院增编床位50张。1983年整编，床位减至100张。1988年12月，该医院撤销，改成中国人民解放军第一〇〇医院第二门诊部。
2016年，在深化国防和军队改革中，中国人民解放军第一〇〇医院由中国人民解放军南京军区转隶无锡联勤保障中心。

### 原一〇一医院
中国人民解放军第一〇一医院的前身成立于1948年。1954年9月16日，由中国人民解放军华东军区第五陆军医院改称中国人民解放军第一〇一医院，归江苏军区领导，驻无锡市。1960年1月，调归陆军第二十七军建制。
医院是综合性三级甲等医院，2013年通过了中国人民解放军总后勤部卫生部组织的等级医院复评。截至2014年，医院已成为江南大学附属医院，是中国人民解放军第二军医大学等十多所医学院校的临床学院和教学医院。2014年12月16日，医院成为南京医科大学教学医院并举行揭牌仪式。截至2014年，医院拥有全军颅脑损伤救治中心、南京军区军事训练医学研究所、南京军区口腔正畸中心、南京军区腹腔镜外科中心、南京军区临床麻醉中心以及9个地区性重点学科。
2016年，在深化国防和军队改革中，中国人民解放军第一〇一医院由中国人民解放军南京军区转隶无锡联勤保障中心。
2016年9月28日，环太湖区域第一家直升机医疗救援基地正式在该医院落成使用，同时中国胸痛中心、高级卒中中心也在该医院揭牌。

### 原一〇二医院
1947年3月，由华东野战军第六纵队后方医院的1个医疗队和第一、第十纵队后方留守处1个医疗队在山东临沂建院，番号是华东军区第三野战军第十后方医院，隶属华东野战军东线兵团卫生部领导。1948年6月，在济南战役之前，医院在利津地区渡过黄河，经周村抵达章丘，驻历城接受收治任务。1948年底，因淮海战役需要，医院进驻山东济南辛庄。1949年1月，医院从济南南迁，经蚌埠、浦口、无锡抵达南通刘桥、平湖地区驻扎。其间，医院接收部分国民党军战俘。1950年3月，医院迁到无锡玉祁，整编成华东军区第五野战医院。此后继续南迁，从浙江抵达江西玉山、上饶，1950年底迁至江苏宜兴丁蜀镇。
1951年6月，医院迁到江苏常州，担负接收抗美援朝战争伤员的任务。到1952年上半年，医院整编为中国人民解放军第一野战医院，下设四个分院，分别驻现院址（常州市和平北路55号）、原体育场、天宁寺、清凉寺。当时该医院隶属华东军区后勤部卫生部领导。
1954年9月16日，根据华东军区的命令，医院分编为中国人民解放军第一〇二医院和中国人民解放军第一〇三医院（调至福建永安。后来迁至广州，发展为珠江医院），1954年10月正式分编。其中第一〇二医院隶属江苏军区后方勤务部领导，编床位500张。1959年5月，第一〇二医院组建手术队参加西藏平叛。1962年1月15日，根据南京军区命令，改编为南京军区康复医院，编床位400张。1962年6月，因为中国东南沿海地区的战备需要，医院调出一百多人以及90张床位，组建中国人民解放军第六九六野战医院（后发展为中国人民武装警察部队安徽省总队医院）。至1965年调出100多人及100张床位，组建中国人民解放军第一二四医院（1988年撤销）。1969年，为组建中国人民解放军第三五九医院，又调出部分工作人员及床位。至此，医院床位缩编至300张。
1976年8月，第一〇二医院完成了收治部分唐山大地震伤员的任务。1978年1月，医院全面对外开放，在满足体系部队及老干部医疗的前提之下，向社会开放全日制门诊。1979年6月，医院组织医疗队到江苏省溧阳县参加抗震救灾。1979年2月，医院派出脑外科手术队参加对越自卫还击作战。
1983年12月，第一〇二医院整编，床位缩减至150张，并且撤销了传染科及肺结核科，科室不再设政工干部。1984年底，医院将原招待所扩大到200张床位。1986年11月18日，医院精减整编，改为驻军医院。1986年12月15日，划归南京军区后勤第十三分部建制领导。1991年5月，中国部分地区特大洪涝灾害发生，医院赴灾区送医送药。1994年1月，中国人民解放军精神医院奠基人、第一〇二医院精神神经科主任、南京军区精神医学研究所所长高柏良被南京军区政治部表彰为“优秀共产党员”，《人民日报》、《解放军报》头版头条及《人民前线》、中央人民广播电台等媒体作报道。
1995年7月，中国人民解放军总后勤部卫生部批准第一〇二医院成立“全军精神医学中心”。1996年11月，中国人民解放军总后勤部批准第一〇二医院为三级甲等医院。2000年5月，经中国人民解放军总后勤部卫生部批准，第一〇二医院成立“全军心理疾病防治中心”。2003年3月，经南京军区批准，第一〇二医院成立南京军区心理康复中心。
2016年，在深化国防和军队改革中，中国人民解放军第一〇二医院由中国人民解放军南京军区转隶无锡联勤保障中心。
2017年11月4日，东部战区联勤心理危机干预中心在第一〇二医院成立。这也是全军首个联勤心理危机干预中心。

### 九〇四医院
2018年11月5日，原中国人民解放军第一〇〇医院（苏州长城医院）、中国人民解放军第一〇一医院（无锡市太湖医院）和中国人民解放军第一〇二医院（常州和平医院）合并组建为新的中国人民解放军联勤保障部队第九〇四医院，无锡联勤保障中心陈明德参谋长宣读医院组建命令、医院领导任职命令及党委常委组成通知。重组后的九〇四医院以原一〇一医院为本部，将原有的三家医院的医疗资源加以整合。其中原一〇〇医院在烧伤、骨科等救治方面具有优势；原一〇一医院以创伤外科和急救为特色，拥有全军颅脑损伤救治中心、国家高级卒中中心、中国胸痛中心等单位；原一〇二医院则拥有全军精神医学中心、全军心理疾病防治中心等。

## 历任领导

### 原一〇〇医院
| 院长 …… - 徐志明（？—？） - 李强（？—2018年11月） | 政治委员 …… - 施博（？—2018年11月） |

### 原一〇一医院
| 院长 …… - 王标（2007年—？） - 张建东（？—2018年11月） | 政治委员 …… - 陶丽俊（？—？） - 沈建华（2013年—2018年11月） |

### 原一〇二医院
| 院长 …… - 王云征（？—？） - 过伟（？—？） - 谭兴起（？—2018年11月） | 政治委员 …… - 周国正（？—？） - 袁兴金（？—？） |

### 九〇四医院
| 院长 - 谭兴起（2018年11月—） 政治委员 - 文建明（2018年11月—） |